# Myriopus psilostachya
Myriopus psilostachya är en strävbladig växtart som först beskrevs av Carl Sigismund Kunth, och fick sitt nu gällande namn av Diane och Hilger. Myriopus psilostachya ingår i släktet Myriopus och familjen strävbladiga växter. Inga underarter finns listade i Catalogue of Life.